# San Francisco Chronicle
El San Francisco Chronicle fue fundado en 1865 como The Daily Dramatic Chronicle por los jóvenes hermanos Charles de Young y Michael H. de Young. El papel fue creado en San Francisco y circuló como periódico en West Coast en los Estados Unidos en 1880; hoy en día el periódico más grande del Norte de California, sirviendo, principalmente, al Área de la Bahía de San Francisco pero distribuido al norte de California, incluyendo las áreas de Sacramento y Costa Norte. Los Angeles Times excede la circulación de San Francisco Chronicle en el Sur de California, mientras que el papel ha sido categorizado como el Número 12 en circulación nacional.

## Secciones
- Main News
- Sporting Green
- Bay Area
- Business Report
- Datebook
- Climate

## Suplementos
- Ovation (Jueves - Tabloide)
- 96 Hours (Jueves - Tabloide)
- Movies (Viernes)
- Cars (Viernes y domingos)
- New Homes (Sábados)
- Books (Domingos - Tabloide)
- Travel (Domingos)
- Real Estate (Domingos - Tabloide)
- Home & Garden (Domingos)
- Insight (Domingos - Tabloide)
- Style (Domingos)
- Food & Wine (Domingos)
- Sunday Datebook (Domingos - Tabloide)
- TV Week (Domingos - Tabloide)
- Comics (Domingos)